# Maria Kurz-Schlechter
Maria Kurz-Schlechter, avstrijska alpska smučarka, * 6. april 1959, St. Johann in Tirol, Avstrija.
Ni nastopila na olimpijskih igrah ali svetovnih prvenstvih. V svetovnem pokalu je tekmovala štiri sezone med letoma 1976 in 1980 ter dosegla eno uvrstitev na stopničke v slalomu. V skupnem seštevku svetovnega pokala je bila najvišje na 38. mestu leta 1979.